# زندگی مسیح
زندگی مسیح (فرانسوی: La Vie de Jésus‎) یک فیلم درام فرانسوی به کارگردانی برونو دومون است که در سال ۱۹۹۷ منتشر شد.
این فیلم برندهٔ جایزه ساترلند بنیاد فیلم بریتانیا، جایزه ژان ویگو و جایزهٔ فیلم اروپا در شاخهٔ «کشف سال اروپا» و تقدیر در بخش دوربین طلایی جشنواره کن شد.